# CB Sevilla
Club Baloncesto Sevilla – hiszpański klub koszykarski z siedzibą w Sewilli.
Klub powstał w 1987. Bardziej niż pod oficjalną nazwą znany jest pod logiem głównego sponsora. W ACB debiutował na początku lat 90. W 2007 drużyna zajęła 13. miejsce w lidze. Największym sukcesem Cajy jest tytuł wicemistrzowski w Hiszpanii w 1996 oraz 1999. Kilkakrotnie zespół brał udział w rozgrywkach europejskich, w tym w euroligowych.
Domowe spotkania Caja San Fernando rozgrywa w mieszczącej 7 000 widzów hali Palacio Municipal de Deportes San Pablo. Zawodnikiem klubu z Sewilli był Michał Ignerski.

## Nazwy sponsorskie klubu
- Caja San Fernando (1987–2007)
- Cajasol (2007–2010)
- Cajasol Banca Cívica (2010–2011)
- Banca Cívica (2011–2012)
- Cajasol (2012–2014)
- Baloncesto Sevilla (2014–2016)
- Real Betis Energía Plus (2016–2019)
- Coosur Real Betis (2019–)

## Zastrzeżone numery
- 9 Raúl Pérez, F, 1989–1997, 2002–2006

## Wyniki sezon po sezonie
| Sezon   | Poziom | Liga        | Poz. | Play-off        | SR    | PO  | Puchar Hiszpanii | Rozgrywki europejskie | Rozgrywki europejskie | Rozgrywki europejskie |
| ------- | ------ | ----------- | ---- | --------------- | ----- | --- | ---------------- | --------------------- | --------------------- | --------------------- |
| 1987–88 | 2      | 1 liga gr B | 10   | TOP 16          | 19–17 | 1–4 | –                | –                     | –                     | –                     |
| 1988–89 | 2      | 1 liga gr B | 2    | Awans           | 17–13 | 5–1 | –                | –                     | –                     | –                     |
| 1989–90 | 1      | Liga ACB    | 12   | –               | 14–22 | 3–1 | TOP 16           | –                     | –                     | –                     |
| 1990–91 | 1      | Liga ACB    | 12   | –               | 15–19 | 3–3 | III runda        | –                     | –                     | –                     |
| 1991–92 | 1      | Liga ACB    | 19   | –               | 14–20 | 3–1 | I runda          | –                     | –                     | –                     |
| 1992–93 | 1      | Liga ACB    | 5    | Ćwierćfinał     | 19–12 | 3–2 | Ćwierćfinał      | –                     | –                     | –                     |
| 1993–94 | 1      | Liga ACB    | 6    | Ćwierćfinał     | 14–14 | 3–3 | III runda        | 3 Puchar Koracia      | FG                    | 4–6                   |
| 1994–95 | 1      | Liga ACB    | 10   | –               | 19–19 | –   | II runda         | 3 Puchar Koracia      | FG                    | 6–4                   |
| 1995–96 | 1      | Liga ACB    | 2    | Wicemistrzostwo | 23–15 | 4–6 | Ćwierćfinał      | –                     | –                     | –                     |
| 1996–97 | 1      | Liga ACB    | 9    | –               | 19–15 | –   | Ćwierćfinał      | 1 Euroliga            | R16                   | 7–11                  |
| 1997–98 | 1      | Liga ACB    | 13   | –               | 13–21 | –   | –                | –                     | –                     | –                     |
| 1998–99 | 1      | Liga ACB    | 2    | Wicemistrzostwo | 25–9  | 6–6 | Wicemistrzostwo  | –                     | –                     | –                     |
| 1999–00 | 1      | Liga ACB    | 5    | Ćwierćfinał     | 22–12 | 1–3 | Półfinał         | 1 Euroliga            | FG                    | 6–10                  |
| 2000–01 | 1      | Liga ACB    | 12   | –               | 13–21 | –   | –                | 2 Puchar Saporty      | R16                   | 5–7                   |
| 2001–02 | 1      | Liga ACB    | 12   | –               | 14–20 | –   | Ćwierćfinał      | –                     | –                     | –                     |
| 2002–03 | 1      | Liga ACB    | 12   | –               | 16–18 | –   | –                | –                     | –                     | –                     |
| 2003–04 | 1      | Liga ACB    | 12   | –               | 15–19 | –   | Półfinał         | –                     | –                     | –                     |
| 2004–05 | 1      | Liga ACB    | 10   | –               | 14–20 | –   | –                | –                     | –                     | –                     |
| 2005–06 | 1      | Liga ACB    | 11   | –               | 14–20 | –   | –                | –                     | –                     | –                     |
| 2006–07 | 1      | Liga ACB    | 13   | –               | 14–20 | –   | Ćwierćfinał      | –                     | –                     | –                     |
| 2007–08 | 1      | Liga ACB    | 10   | –               | 14–20 | –   | –                | –                     | –                     | –                     |
| 2008–09 | 1      | Liga ACB    | 14   | –               | 10–22 | –   | –                | 2 Eurocup             | QR2                   | 0–2                   |
| 2008–09 | 1      | Liga ACB    | 14   | –               | 10–22 | –   | –                | 3 EuroChallenge       | L16                   | 5–7                   |
| 2009–10 | 1      | Liga ACB    | 6    | Ćwierćfinał     | 19–15 | 1–2 | Ćwierćfinał      | –                     | –                     | –                     |
| 2010–11 | 1      | Liga ACB    | 11   | –               | 16–18 | –   | –                | 2 Eurocup             | W                     | 10–6                  |
| 2011–12 | 1      | Liga ACB    | 7    | Ćwierćfinał     | 18–16 | 0–2 | Półfinał         | –                     | –                     | –                     |
| 2012–13 | 1      | Liga ACB    | 15   | –               | 12–22 | –   | –                | 2 Eurocup             | L16                   | 4–8                   |
| 2013–14 | 1      | Liga ACB    | 7    | Ćwierćfinał     | 18–16 | 1–2 | –                | –                     | –                     | –                     |
| 2014–15 | 1      | Liga ACB    | 15   | –               | 12–22 | –   | –                | 2 Eurocup             | L32                   | 7–9                   |
| 2015–16 | 1      | Liga ACB    | 11   | –               | 14–20 | –   | –                | –                     | –                     | –                     |

## Osiągnięcia

### Drużynowe
- Puchar Andaluzji: (5)
  - 1998, 1999, 2002, 2005, 2009

### Indywidualne
MVP ACB
- Michael Anderson – 1996

Zwycięzcy konkursu rzutów za 3 punkty ACB
- Raúl Pérez – 2003

Zwycięzcy konkursu wsadów ACB
- Tomáš Satoranský – 2010

Wschodząca Gwiazda Eurocup
- Kristaps Porziņģis – 2015

I skład Eurocup
- Tariq Kirksay – 2011

II skład Eurocup
- Paul Davis – 2011

## Trenerzy
- José Alberto Pesquera 1990–1995, 1998
- Aleksandar Petrović 1995–1997
- Salva Maldonado 1997–1998
- Javier Imbroda 1998–2001
- Javier Fijo 2001, 2005
- Marco Crespi 2001–2002
- Gustavo Aranzana 2002–2004
- Velimir Perasović 2004–2005
- Óscar Quintana 2005
- Manel Comas 2005–2007, 2008
- Moncho López 2007
- Rubén Magnano 2007–2008
- Ángel Jareño 2008
- Pedro Martínez 2008–2009
- Joan Plaza 2009–2012
- Aíto García Reneses 2012–2014
- Roth 2014–2015
- Luis Casimiro 2015–2016
- Žan Tabak od 2016